# Render Solene da Guarda ao Palácio Nacional de Belém

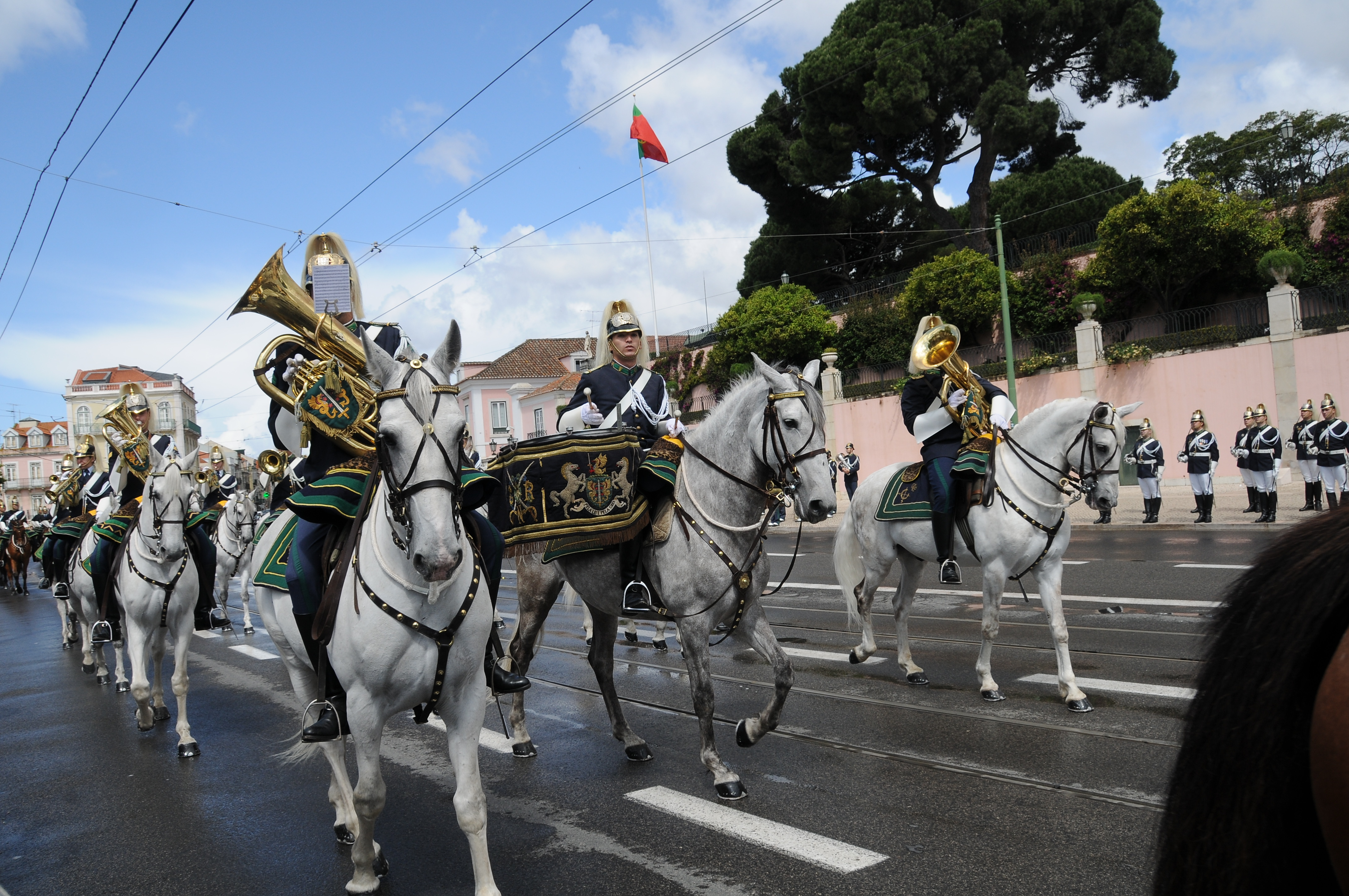
Cerimónia do Render da Guarda no Palácio de Belém.

O Render Solene da Guarda Nacional Republicana ao Palácio Nacional de Belém é uma cerimónia militar que tem lugar nos terceiros domingos de cada mês, a partir das 11h. O Render é feito por 160 militares de cavalaria e 4 de infantaria do Esquadrão Presidencial da Unidade de Segurança e Honras de Estado, e realiza-se em frente ao Palácio de Belém, residência oficial do Presidente da República Portuguesa.
A cerimónia tem uma longa tradição, com a sua versão mais recente a remontar a 1969, quando a tradição foi recuperada.